# Garbage Video
Garbage Video (también conocido como Home Video), fue una producción lanzada en 1996 en formato VHS y video CD de la banda estadounidense Garbage, que incluía todos los videoclips promocionales de la agrupación hasta esa fecha. Garbage Video fue dirigido por Karen Lamond y producido por Luke Copeland de Oil Factory Films.
Garbage Video fue la última gran producción hecha para promocionar el álbum Garbage y fue distribuida por Almo Sights & Sounds/Geffen en Norteamérica y por Mushroom Records en el resto del mundo. A diferencia de otras compilaciones de videoclips, Garbage Video nunca fue relanzado en formato DVD. Esta producción fue sucedida años después por la compilación en DVD titulada Absolute Garbage en 2007.

## Lista de canciones
1. "Vow" – 4:30
2. "Only Happy When It Rains" (U.S. Version) – 3:56
3. "Queer" – 4:36
4. "Stupid Girl" – 4:18
5. "Sleep" (Bonus track)
6. "Milk" – 3:53

## Lanzamiento
Garbage Video incluye imágenes rodadas del concierto de la banda el 21 de marzo de 1996, en el Barrowland Ballroom de Glasgow, y tomas descartadas y producciones de los videos de "Only Happy When It Rains", "Queer"y "Stupid Girl", que posteriormente fueron remezclados por Rabbit in the Moon, Danny Saber y Red Snapper. La compilación también incluyó un mini-clip del b-side "Sleep" (del sencillo "Only Happy When It Rains") grabado en Smart Studios en Madison (Wisconsin).
Garbage destinó el lanzamiento en video para mostrar su "identidad visual muy fuerte", y subrayó que su obra cinematográfica determina que seguirían el próximo año, llevando "muy duro a las barreras convencionales asociados con los videoclips de la banda".

## Créditos y personal
Directores de Videos musicales
- Samuel Bayer ("Vow", "Only Happy When It Rains" y "Stupid Girl")
- Stéphane Sednaoui ("Queer" y "Milk")
- Garbage ("Sleep")

Remixes
- "Queer": Danny Saber y Rabbit in the Moon
- "Stupid Girl": Danny Saber y Red Snapper

## Charts
| Chart/País                    | Posición | Ventas/Envíos |
| ----------------------------- | -------- | ------------- |
| US Billboard Top Music Videos | 10       |               |